# COinS

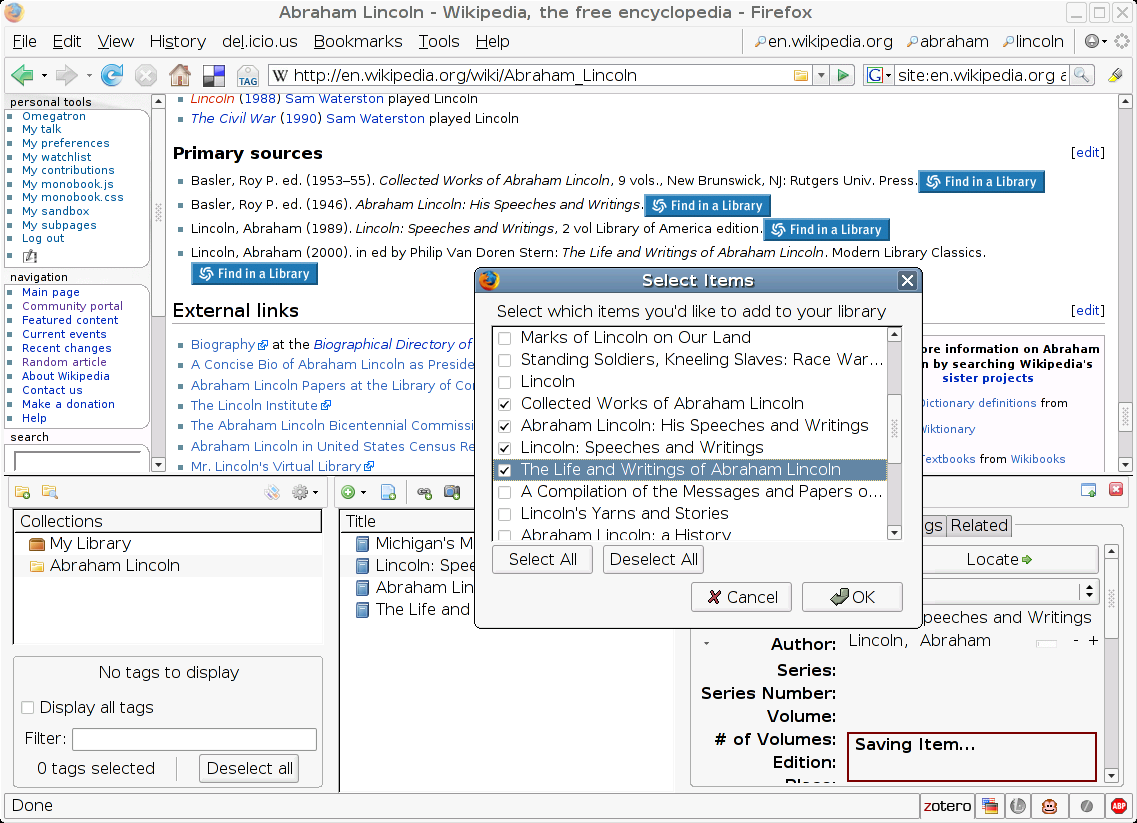
Exemplo do Zotero a funcionar com um referenciador OpenURL.

ContextObjects in Spans, comumente abreviado COinS, é um método para incorporar metadados bibliográficos no HTML no código de páginas da web. Isso permite que os programas de computador bibliográficos possam publicar itens bibliográficos que são entendidos por outros programas de computador e clientes de gestão de software de referência para recuperar metadados bibliográficos. Os metadados também podem ser enviados para um OpenURL de resolução. Isso permite, por exemplo, a pesquisa de uma cópia de um livro na própria biblioteca local.

## História
No final da década de 1990 a OpenURL foi criada na Universidade de Gante, como quadro contextual de links. A implementação dos links OpenURL de servidor chamado SFX foi vendido para o Grupo Ex-Libris, que é comercializado para bibliotecas, moldando a ideia de um "resolvedor de links". O quadro OpenURL mais tarde em 2004 foi padronizado como ANSI/NISO Z39.88 (revisado em 2010). Uma parte do núcleo da OpenURL foi o conceito de "ContextObjects" como metadados para descrever recursos referenciados.
No final de 2004, Richard Cameron, criador do CiteULike, chamou a atenção para a necessidade de um padrão de forma de incorporar metadados em páginas HTML. Em janeiro de 2005, Daniel Chudnov tinha sugerido o uso de OpenURL. a Incorporação de OpenURL ContextObjects em HTML foi proposta antes de Herbert Van de Sompel e Oren Beit-Arie num documento de trabalho Chudnov e Jeremy Frumkin. A discussão sobre o último na lista de mailing GPS-PCS resultou em um projeto de especificação para a incorporação de OpenURLs em HTML, que mais tarde se tornou COinS. Um ContextObject é incorporado em um elemento span de HTML.
A adoção de COinS foi empurrado por várias publicações e implementações. A especificação pode agora ser encontrada em OCOinS.info, que inclui guias específicos para implementar as COinS para artigos de periódicos e livros.

## Resumo do modelo de dados
A partir de OpenURL 1.0 COinS empresta um dos seus formatos de serialização ("KEV") e alguns formato de metadados ContextObject incluídos nas diretrizes de implementação OpenURL. As diretrizes ContextObject de implementação de COinS incluem quatro tipos de publicação (artigo com vários subtipos, livro, patentes e genéricos) e um par de campos simples. No entanto, as orientações não são requeridas como parte integrante das COinS, assim que a norma não fornece um rigoroso modelo de metadados, como o Dublin Core , ou a Ontologia Bibliográficas.

## Utilização em web sites
Os seguintes web sites fazem uso de COinS:
- Citebase
- CiteULike
- Copac
- HubMed
- Mendeley[11]
- Wikipédia
- WorldCat

## Aplicações do lado do servidor
Vários aplicativos do lado do servidor incorporam o COinS:
- refbase
- WordPress[12][13][14]

## Ferramentas de cliente
Algumas ferramentas de cliente que podem fazer uso de COinS incluem:
- BibDesk
- Bookends (Mac)
- Citavi
- LibX
- Mendeley
- ResearchGate
- Sente (Mac)
- Zotero